# Aluminium utwardzane dyspersyjnie
Aluminium utwardzane dyspersyjnie (ang. sintered aluminium powder, SAP) – spiek aluminium i jego tlenku, w ilości do 20% Al2O3. Dzięki obecności tlenku w strukturze materiału (hamuje proces rekrystalizacji), utrzymuje on dobre własności wytrzymałościowe do temperatur bliskich 500 °C.
Otrzymywany przez mieszanie Al i Al2O3 lub przez mielenie proszkowanego Al z jednoczesnym kontrolowanym utlenianiem ziaren. Mieszanina podlega prasowaniu, spiekaniu pod ciśnieniem i wytłaczaniu. Gatunki SAP 865, 895 i 930 zawierają odpowiednio 13-14, 10-11 i ~7% tlenku.
Wykorzystywane w produkcji koszulek elementów paliwowych i konstrukcyjnych rdzeni reaktorów jądrowych.